# Tramwaje w Kassel
Tramwaje w Kassel (niem. Straßenbahn Kassel) – system tramwajowy działający w mieście Kassel, w Hesji, w Niemczech. Składa się z 8 miejskich linii i trzech podmiejskich (RegioTram). Operatorem jest przedsiębiorstwo Kasseler Verkehrs-Gesellschaft (KVG).

## Linie
Stan z czerwca 2025 r.
| Linia | Trasa |
| ----- | --- |
| 1     | Wilhelmshöhe – Bf. Wilhelmshöhe – Wilhelmshöher Allee – Königsplatz – Holländische Straße – Vellmar Nord |
| 2     | Baunatal – Mattenberg – Brückenhof |
| 3     | Mattenberg – Helleböhn – Bf. Wilhelmshöhe – Wilhelmshöher Allee – Königsplatz – Weserspitze – Klinikum Kassel – Ihringshäuser Straße |
| 4     | Druseltal – Bf. Wilhelmshöhe – Stadthalle – Bebelplatz – Königsplatz – Bettenhausen – Kaufungen – Helsa – Hessisch Lichtenau |
| 5     | Baunatal – Mattenberg – Auestadion – Königsplatz – Holländische Straße |
| 6     | Brückenhof – Auestadion – Königsplatz – Weserspitze – Ihringshäuser Straße |
| 7     | Mattenberg – Helleböhn – Bf. Wilhelmshöhe – Goethestraße – / (Hauptbahnhof –) Lutherplatz – (5/7 Königsplatz) – Weserspitze – Wolfsanger |
| 8     | Hessenschanze – Teichstraße – Bebelplatz – Königsplatz – Bettenhausen – Kaufungen-Papierfabrik |
| RT1   | Hümme – Hofgeismar – Grebenstein – Immenhausen – Espenau-Mönchehof – Vellmar-Obervellmar – V.-Osterberg/EKZ – Kassel-Jungfernkopf – KS-Harleshausen – KS-Kirchditmold – Kassel Hbf (tief)                                                                                     |
| RT4   | Wolfhagen – Altenhasungen – Oberelsungen – Zierenberg-Rosental – Zierenberg – Calden-Fürstenwald – Ahnatal-Weimar – A.-Heckershausen – A. Casselbreite – Vellmar-Obervellmar – V.-Osterberg/EKZ – Kassel-Jungfernkopf – KS-Harleshausen – KS-Kirchditmold – Kassel Hbf (tief) |
| RT5   | Melsungen – M. Bartenwetzerbrücke – M. Schwarzenberg – M.-Röhrenfurth – Körle – Guxhagen – Baunatal-Guntershausen B.-Rengershausen – Kassel-Oberzwehren – KS-Wilhelmshöhe – Kassel Hbf (tief)                                                                                 |

## Tabor
Stan z czerwca 2025 r.
| Zdjęcie        | Typ                        | Eksploatacja od | Liczba |
| -------------- | -------------------------- | --------------- | ------ |
|                | Bombardier Flexity Classic | 2011            | 22     |
|                | Bombardier 4NBWE           | 2014            | 12     |
|                | Bombardier 8ZNGTW          | 2003            | 5      |
|                | Bombardier 8NGTW           | 1999            | 13     |
|                | Duewag NGT6C               | 1990            | 21     |
|                | Duewag N8C                 | 1986            | 2      |
|                | Alstom 8NRTW-E             | 2004            | 18     |
|                | Alstom 8NRTW-D             | 2005            | 10     |
| Łączna liczba: | Łączna liczba:             | Łączna liczba:  | 103    |

## Galeria

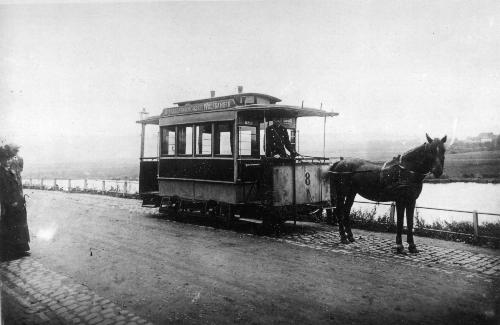
Tramwaj konny, 1897
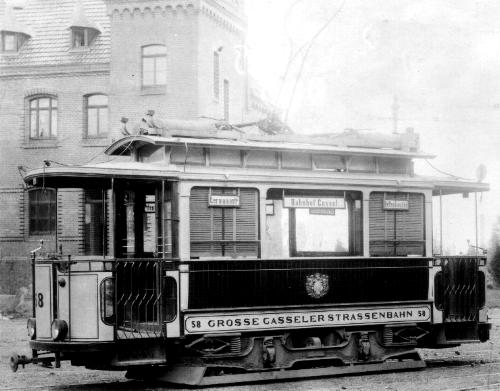
Tramwaj elektryczny nr 58, 1899
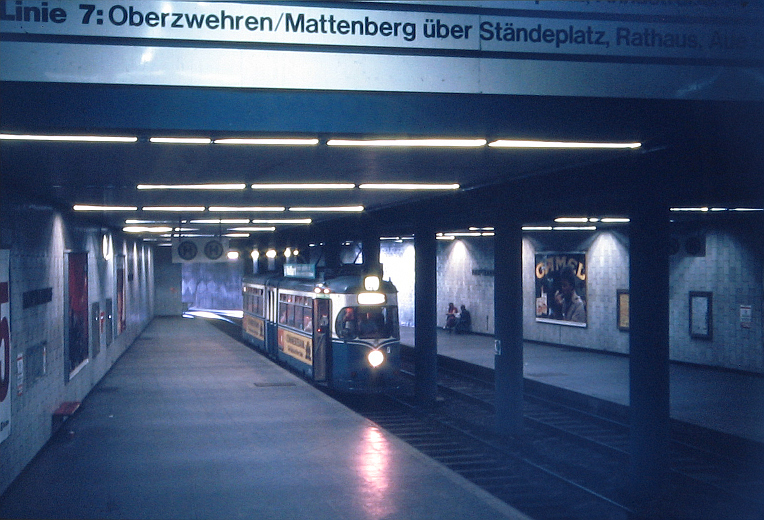
Credé/Düwag 4EGTW na dawnym podziemnym przystanku Hauptbahnhof
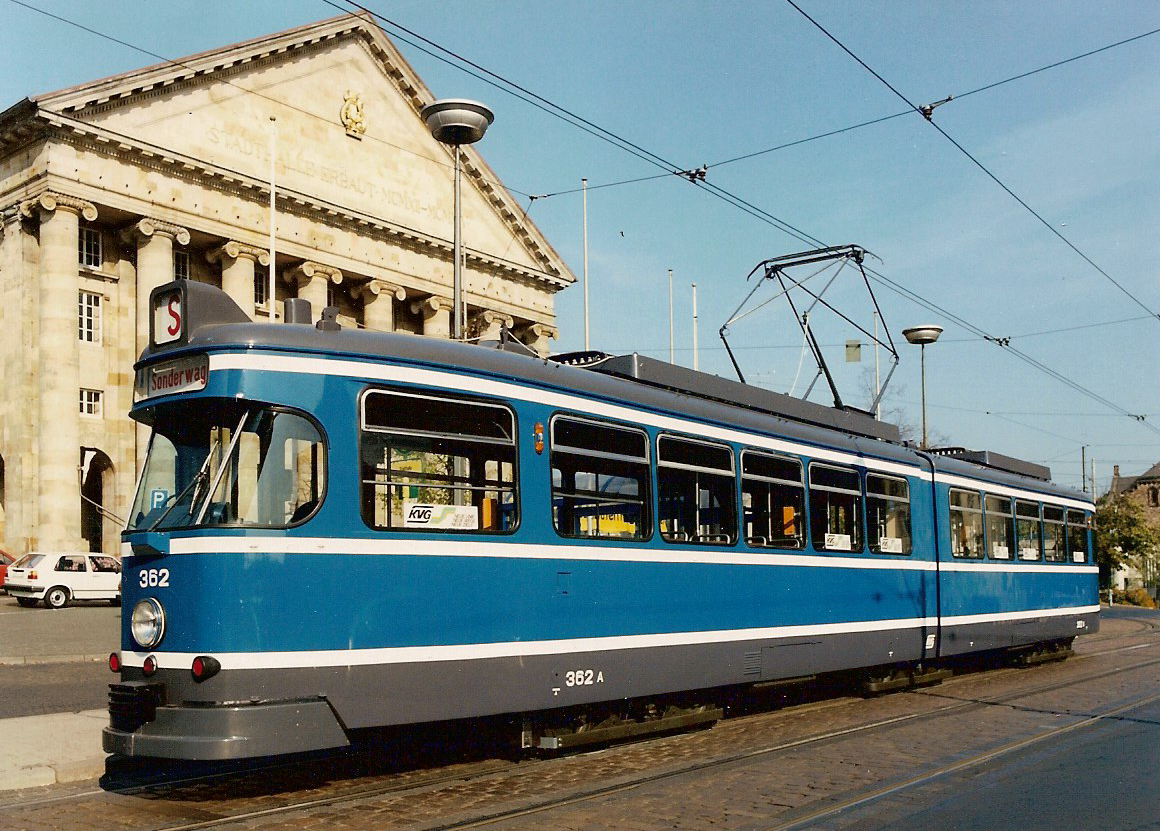
Credé/Wegmann 6EGTW w Kassel